# Harpalus hoppingi
Harpalus hoppingi är en skalbaggsart som beskrevs av Carl Hildebrand Lindroth. Harpalus hoppingi ingår i släktet Harpalus och familjen jordlöpare. Inga underarter finns listade i Catalogue of Life.